# Sanguinolaria cruenta
Sanguinolaria cruenta är en musselart som först beskrevs av John Lightfoot 1786.  Sanguinolaria cruenta ingår i släktet Sanguinolaria och familjen Psammobiidae. Inga underarter finns listade i Catalogue of Life.